# David Pel
David Pel (ur. 9 lipca 1991 w Amstelveen) – holenderski tenisista.

## Kariera tenisowa
Startuje głównie w konkurencji gry podwójnej. W zawodach rangi ATP Tour w grze podwójnej wygrał jeden turniej spośród dwóch osiągniętych finałów. Wielokrotnie wygrywał również w deblu zawody o randze ATP Challenger Tour.
W rankingu gry pojedynczej Arends najwyżej był na 885. miejscu (1 maja 2017), a w klasyfikacji gry podwójnej na 70. pozycji (2 października 2023).

### Finały w turniejach ATP Tour
| Legenda                                      |
| -------------------------------------------- |
| Wielki Szlem                                 |
| Igrzyska olimpijskie                         |
| Tennis Masters Cup / ATP Finals              |
| ATP Masters Series / ATP Tour Masters 1000   |
| ATP International Series Gold / ATP Tour 500 |
| ATP International Series / ATP Tour 250      |

#### Gra podwójna (1–1)
| Końcowy wynik | Nr | Data          | Turniej  | Nawierzchnia  | Partner       | Przeciwnicy                      | Wynik finału |
| ------------- | -- | ------------- | -------- | ------------- | ------------- | -------------------------------- | ------------ |
| Finalista     | 1. | 14 marca 2021 | Marsylia | Twarda (hala) | Sander Arends | Lloyd Glasspool Harri Heliövaara | 5:7, 6:7(4)  |
| Zwycięzca     | 1. | 18 lipca 2021 | Båstad   | Ceglana       | Sander Arends | Andre Begemann Albano Olivetti   | 6:4, 6:2     |